# 寶石寵物列表
寶石寵物列表是介紹有關寶石寵物的資料。

## 主要寶石寵物
- 露比

配音員：日：齋藤彩夏／台：龍顯蕙／港：賴芸芬（第一季）、何璐怡（TVB）（第二季起）、凌晞（TVB）（花漾精靈第47集）
正式名：紅寶石
屬性：紅色
外表：白色的日本兔
性別：雌
寶石能量：上升的幸运度（官方）、勇氣（第一季至第二季）
搭擋：紅玉鈴子（第一季）、櫻明（第二季）、水城花音（第三季） 、大宮粉紅（第四季）、月影千亞里（第五季）、桃奈（第六季）、雲母愛莉（第七季）
誕生日：7月29日
- 佳娜德（ガーネット）

配音員：日：平野綾／台：楊凱凱／港：鄭佩嘉（第一季）、林元春（TVB）（第二季起）
正式名：石榴石
屬性：紅色
外表：粉紅色的波斯貓
性別：雌
寶石能量：愛情
搭擋：朝岡南（第一季）、米莉亞（第二季）、老闆（第三季）、尾崎青騎士（第四季）、瑞希（第六季）
誕生日：1月8日
- 莎菲

配音員：日：佐佐木望／台：黃珽筠／港：郭碧珍（第一季）、黃紫嫻（第二季的第1~22集）→朱妙蘭（TVB）（第二季的第23集至第六季）→梁少霞（TVB）（第七季）
正式名：藍寶石
屬性：藍色
外表：乳黃色身體和藍色耳朵的查理斯王小獵犬
性別：雌
寶石能量：友情
搭擋：有栖川葵（第一季）、沙羅（第二季）、螺子川（第三季）、富良野黃一（第四季）、近卫寧寧（第五季）、卡蓉（第六季）
誕生日：9月1日
- 拉布拉（ラブラ）

配音員：日：澤城美雪／台：黃珽筠／港：劉惠雲（TVB）（第二季起）
正式名：拉長石
屬性：黑色
外表：北極熊
性別：雌
寶石能量：讓潛在能力開花（官方）、惡作劇（第一季）
搭擋：櫻明（第二季）、赤城綠（第四季）、華山露露卡（第五季）、雲母愛莉（第七季）
誕生日：12月27日
- 安祖娜（エンジェラ）

配音員：日：豊崎愛生／港：程文意（TVB）（第二季至第三季的第21集）→成瑤孆（TVB）（第三季的第22集開始）
正式名：天使石
屬性：綠色
外表：粉紅色身體有著蓬鬆羊毛的羊駝
性別：雌
寶石能量：提醒你重要的事情（官方）、療癒（第二季）
搭擋：費莉娜（第二季）、藍澤晶子（第三季）、赤城烈（第四季）、淺野匠（第五季）
誕生日：3月30日

## 其他寶石寵物

### 紅屬性
- 小玲

配音員：日：早川真由→原嶋明里（第五季）／台：黃珽筠／港：陳琴雲（TVB）（第二季至第三季）→羅杏芝（TVB）（第四季）→陳琴雲（TVB）（第五季）
正式名：黃水晶
屬性：紅色
外表：黃綠色羽毛的鸚鵡
性別：雌
寶石能量：生意興隆
搭檔：麵間拉子（第一季）、摩德弗茲校長（第二季）
誕生日：11月23日
- 莉露

配音員：日：藤田知美／台：黃珽筠／港：余欣沛（TVB）（第二季）→魏惠娥（TVB）（第四季）
正式名：紅色綠柱石
屬性：紅色
外表：粉紅色的迷你豬
性別：雌
寶石能量：身心淨化
搭檔：廣尾惠（第一季）、卡特莉娜（第二季）
誕生日：4月24日
- 古哈科[1]

配音員：日：皆川純子／台：黃珽筠／港：高可慧（TVB）（第二季至第三季）→黃瑩瑩（TVB）（第四季至第五季）→張頌欣（TVB）（第六季）
正式名：琥珀
屬性：紅色
外表：黃褐色的柴犬
性別：雄
寶石能量：領導力（官方）、提升財運（第一季）
搭檔：青紫蘇（第一季）
誕生日：6月5日
- 吉塔那（チターナ）

配音員：日：江里夏／台：李明幸／港：謝潔貞（TVB）（第二季起）
正式名：楔石
屬性：紅色
外表：橘色的花栗鼠
性別：雄
寶石能量：工作順利（官方）、成為能取得平衡的性格（第一季）
搭檔：日向藏之輔（第一季）、尼古拉（第二季）、水城花音、早乙女小町、菊池楓（第三季）、時子（第七季）
誕生日：9月23日
- 珊瑚

配音員：日：酒井玲（第一季）→清水愛（第二季起）／台：劉凱寧／港：譚美瓊（第一季）、曾秀清（TVB）（第二季至第三季）→陳皓宜（TVB）（第四季至第六季）→曾秀清（TVB）（第七季）
正式名：珊瑚
屬性：紅色
外表：虎猫
性別：雌
寶石能量：保護（官方）、飛越不幸（第一季）
搭檔：姬野莉莉嘉（第一季）、米莉亞（第二季）、姬爾歌莉亞老師、早乙女小町（第三季）
誕生日：7月10日
- 尼克

配音員：日：井口祐一／港：林丹鳳（TVB）（第二季起）
正式名：瑪瑙
屬性：紅色
外表：紫色的雪貂
性別：雄
寶石能量：重修舊好
誕生日：8月22日
- 亞歷克（アレク）

配音員：日：五十嵐裕美、設樂麻美（第二季）／台：楊凱凱／港：朱妙蘭（TVB）（第二季至第四季）→黃麗芳（TVB）（第五季起）
正式名：紫翠玉
屬性：紅色
外表：乳白色身体的貓（種類為蘇格蘭摺耳貓）
性別：雄
寶石能量：實現夢想（官方）、表現未來的可能性（第一季）
誕生日：3月3日
和布朗尼相當友好。
- 布朗尼（ブラウニー）

配音員：日：波田野由衣／台：黃珽筠／港：黃玉娟（TVB）（第二季起）
正式名：茶晶
屬性：紅色
外表：乳白色身体、藍色的刺的刺蝟
性別：雄
寶石能量：提升靈感（官方）、想像力（第一季）
誕生日：10月23日
和亞歷克相當有好。
- 積斯巴（ジャスパー）

配音員：日：KENN／港：周倚天（TVB）
正式名：碧玉
屬性：紅色
外表：印度豹
性別：雄
寶石能量：老實及時並且催促直率（官方）、增強意志（第二季）
誕生日：2月14日
- 羅莎

配音員：日：茅野愛衣／港：何寶珊（TVB）
正式名：印加玫瑰石
屬性：紅色
外表：粉紅色的棕熊
性別：雌
寶石能量：真愛和情熱
搭檔：艾倫娜（第六季）
誕生日：6月18日

### 綠屬性
- 凱特

配音員：日：澤城美雪／台：楊凱凱／港：雷碧娜（TVB）（第二季起）
正式名：孔雀石
屬性：綠色
外表：茶色和白色毛的傑克羅素梗犬
性別：雄
寶石能量：運動
搭檔：宮本久志（第一季）
誕生日：12月4日
- 普蕾斯（プレーズ）

配音員：日：岩村愛子／台：林美秀／港：程文意（TVB）（第二季至第三季的第24集）→柚子蜜（TVB）（第三季的第25集開始）
正式名：綠玉髓
屬性：綠色
外表：土黃色身體和金色耳朵的玩具貴婦犬
性別：雌
寶石能量：學習
搭檔：麻布涼子、麻布美咲（第一季）、茱蒂（第二季）
誕生日：2月14日
- 拉爾德（ラルド）

配音員：日：土屋真由美／台：李明幸／港：朱妙蘭（TVB）（第二季起）
正式名：祖母綠
屬性：綠色
外表：大熊貓
性別：雄
寶石能量：幸福
搭檔：紅玉小百合、紅玉光夫（第一季）
誕生日：5月17日
- 陶魯

配音員：日：竹內順子／台：林美秀／港：鄭佩嘉（第一季）、林丹鳳（TVB）（第二季起）
正式名：電氣石
屬性：綠色
外表：灰色身体和黑色條紋的美國短毛貓
性別：雄
寶石能量：友好度上升（官方）、冒險（第一季）
搭檔：朝岡廣司・哲也（第一季）、薩魯夫老師（第二季）
誕生日：10月13日
- 芙蘿拉（フローラ）

配音員：日：金田晶／台：楊凱凱／港：陳琴雲（TVB）（第二季至第三季）→何寶珊（TVB）（第四季）→陳琴雲（TVB）（第五季起）
正式名：螢石
屬性：綠色
外表：黃色身体有著蓬鬆羊毛的羊
性別：雌
寶石能量：消除壓力（官方）、指引未來（第一季）
搭檔：帶刀啓吾（第一季）
誕生日：1月17日
- 貝莉朵（ペリドット）

配音員：日：甲斐田幸／台：李明幸／港：余欣沛（TVB）（第二季至第三季）→羅杏芝（TVB）（第四季）→曾秀清（TVB）（第五季起）
正式名：橄欖石
屬性：綠色
外表：乳黃色身体和綠色耳朵的蝴蝶犬
性別：雌
寶石能量：積極正面（官方）、實現夢想（第一季）
搭檔：米奇（第一季）、淺香日向（第三季）
誕生日：8月3日
- 米爾姬（ミルキィ）

配音員：日：內海慶子／台：林美秀／港：譚美瓊（第一季）、成瑤孆（TVB）（第二季至第四季）→黃淑芬（TVB）（第五季）
正式名：乳白水晶
屬性：綠色
外表：藍色的吉娃娃犬
性別：雌
寶石能量：體諒
搭檔：千繪（第一季）、哈莉特老師（第二季）、龍（第五季）
誕生日：4月8日
- 奈弗萊（ネフライト）

配音員：日：尾崎惠／台：林美秀／港：郭碧珍（第一季）、林丹鳳（TVB）（第二季起）
正式名：閃玉
屬性：綠色
外表：茶色和白色毛色的威爾斯柯基犬
性別：雄
寶石能量：受大家喜愛（官方）、團隊合作和領導力（第一季）
搭檔：七瀨晃（第一季）
誕生日：2月1日
- 塔塔

配音員：日：竹內順子／台：劉凱寧／港：謝潔貞（TVB）（第二季起）
正式名：土耳其石
屬性：綠色
外表：白色的松鼠猴
性別：雄
寶石能量：勇氣
誕生日：12月19日
- 克里斯[2]

配音員：日：金田晶／台：黃珽筠／港：許盈（TVB）（第三季起）
正式名：矽孔雀石
屬性：綠色
外表：灰色的臘腸犬
性別：雄
寶石能量：提升關係（官方）、工作運（第一季）
誕生日：7月5日

### 藍屬性
- 露娜

配音員：日：宍戶留美→misono（第七季）／台：李明幸／港：張頌欣（TVB）（第二季起）
正式名：月長石
屬性：藍色
外表：粉紅色的兔子（種類是荷蘭侏儒兔）
性別：雌
寶石能量：解決女性特有問題
搭檔：壁野花子（第一季）、哈莉特老師（第二季）、雲母愛莉（第七季）
誕生日：6月8日
- 尤克

配音員：日：吉田仁美／港：魏惠娥（TVB）（第三季起）
正式名：藍柱石
屬性：藍色
外表：茶色和白色毛色的米格魯獵兔犬
性別：雄
寶石能量：知性和洞察力
搭檔：紅玉鈴子、朝岡南、有栖川葵、帶刀啓吾、總理（第一季）、更河（第二季）
誕生日：11月3日
- 阿科爾[3]

配音員：日：櫻塚恭→岡野浩介（第三季起）／台：李明幸／港：蔡惠萍（TVB）（第二季起）
正式名：海藍寶石
屬性：藍色
外表：橙色和白色的小丑魚
性別：雄
寶石能量：滿足感（官方）、穩定情緒與祥和感（第一季至第二季）
搭檔：櫻木直人（第一季）
誕生日：3月26日
是寶石寵物中唯一的魚類。
- 凱雅

配音員：日：酒井香奈子／台：黃珽筠／港：馬慧琪（第一季）、沈小蘭（TVB）（第二季起）
正式名：藍晶石
屬性：藍色
外表：暹羅貓
性別：雌
寶石能量：果斷（官方）、自立（第一季）
搭檔：薄荷（第一季）、瑪麗安娜（第二季）
誕生日：5月15日
- 歐帕露（オパール）

配音員：日：澤城美雪／台：劉凱寧／港：曾佩儀（TVB）（第二季起）
正式名：蛋白石
屬性：藍色
外表：頭上長出角，有著淡藍色身體和紫色的鬃毛的珀伽索斯。另完、SEGA TOYS和三麗鷗的官網則是寫獨角獸。
性別：雌
寶石能量：激發出隱藏的才能（官方）、覺醒（第一季）
搭檔：阿魯瑪（第二季）
誕生日：10月3日
- 雅美莉（アメリ）

配音員：日：悠木碧／台：黃珽筠／港：張頌欣（TVB）（第二季起）
正式名：紫水晶
屬性：藍色
外表：灰色的短尾侏儒倉鼠
性別：雌
寶石能量：愛的牽絆
搭檔：安潔莉娜（第二季）
誕生日：2月9日
外觀給人清秀的感覺。
- 瑞琵絲[4]

配音員：日：竹內順子／台：楊凱凱／港：陳皓宜（TVB）（第二季起）
正式名：青金岩
屬性：藍色
外表：藍色的貓（種類是俄羅斯藍貓）
性別：雌
寶石能量：增強運勢（官方）、驅除邪惡（第一季）
誕生日：9月15日
- 伊歐

配音員：日：佐佐木望／台：劉凱寧／港：陳琴雲（TVB）（第二季至第三季）→柚子蜜（TVB）（第四季起）
正式名：堇青石
屬性：藍色
外表：皮膚色身体和茶色耳朵的垂耳兔
性別：雄
寶石能量：身心都恢復精神
搭檔：北島薔薇（第五季）
誕生日：12月29日
有一對垂直細長的耳朵。
- 朵芭斯（トパーズ）

配音員：日：金田晶／台：李明幸／港：黃淑芬（TVB）（第二季至第三季）→吳羨婷（TVB）（第四季起）
正式名：拓帕石
屬性：藍色
外表：上半身茶色、下半身黑色身体的約瑟爹利犬
性別：雌
寶石能量：引出內裡光芒（官方）、增加自信（第一季）
搭檔：希露迪（第二季）
誕生日：11月12日
特徵是蓬鬆且長的毛髮。
- 查洛特（チャロット）

配音員：日：MAKO／港：林丹鳳（TVB）（第二季）→黃淑芬（TVB）（第三季）→何寶珊（TVB）（第四季）→黃淑芬（TVB）（第五季）
正式名：夏洛石
屬性：藍色
外表：蜜蜂
性別：雌
寶石能量：提高挑戰精神（官方）、不再迷茫（第二季）
搭檔：沙更（第二季）、藍澤晶子（第三季）
誕生日：4月3日
- 拉莉瑪（ラリマー）

配音員：日：高垣彩陽／港：黃昕瑜（TVB）
正式名：海紋石
屬性：藍色
外表：白色的北極狐
性別：雌
寶石能量：愛與和平
搭檔：蕾妲（第六季）、雲母愛莉（第七季）
誕生日：12月3日

### 黑屬性
- 大王

配音員：日：木內秀信／台：林谷珍／港：陳旭恆（第一季）、袁淑珍（TVB）（第二季起）
正式名：縞瑪瑙
屬性：黑色
外表：粉紅色身體的法國鬥牛犬
性別：雄
寶石能量：健康
搭檔：服部玄士郎（第一季）、阿菫（第七季）
誕生日：8月10日
- [5]

配音員：日：宍戸留美／台：龍顯蕙／港：郭碧珍（第一季）、黃淑芬（TVB）（第二季至第三季）→魏惠娥（TVB）（第四季）→黃淑芬（TVB）（第五季）
正式名：鑽石
屬性：黑色
外表：黑貓（種類是曼切堪貓）
性別：雌
寶石能量：讓女孩子的魅力上昇
搭檔：阿魯瑪（第二季）
誕生日：4月25日
- 迪安

配音員：日：福山潤／台：林谷珍／港：陳仕文（第一季）、黃啟昌（TVB）（第二季起）
正式名：黑曜石
屬性：黑色
外表：長灰毛的貓（種類是緬因貓）
性別：雄
寶石能量：自控（官方）、強化心靈（第二季）
搭檔：利昂（第二季）
誕生日：1月20日
- 古拉萊特（グラナイト）

配音員：日：田丸篤志／港：李凱傑（TVB）
正式名：花崗岩（御影石）
屬性：黑色
外表：白色的獅子
性別：雄
寶石能量：与得到安心感及并且带来勇气以及实行
誕生日：12月1日
- 哥奴

配音員：日：上田燿司／港：關令翹（TVB）
正式名：煤炭
屬性：黑色
外表：水豚
性別：雄
寶石能量：忍耐力及持久力
誕生日：9月6日
- 露亚

配音員：日：井口裕香／港：葉曉欣（TVB）
正式名：藍色磷灰石
屬性：黑色
外表：黑白色的荷兰兔
性別：雌
寶石能量：真實
搭檔：莉莉安（第六季）、福王子羅拉（第七季）
誕生日：8月28日